# Bouchard I. de Montmorency
Bouchard I. le Barbu (lat.: Burchardi Barbati; deutsch: Burkhard der Bärtige; † nach Februar 1028) war ein Herr von Montmorency, er ist der Stammvater des weitverzweigten Hauses Montmorency.

## Geschichte
In einer Urkunde der Abtei Saint-Denis wird Bouchard der Bärtige erwähnt, er sei im Besitz einer auf einer Insel der Seine gelegenen Burg und des Guts Montmorency (heute im Département Val-d’Oise). Die Burg hatte er durch eine Ehe mit der Tochter eines Hugo Basset erlangt. In dieser Urkunde wird die Schleifung der Burg durch König Robert II. den Frommen bestätigt, offenbar weil Bouchard mit der Abtei in Fehde lag. Die Urkunde wird in der Geschichtsforschung unterschiedlich datiert; André Duchesne setzt sie auf den 25. Januar 996, Bedos auf den 25. Januar 1008.
Im Februar 1028 erhielt Bouchard von Graf Fulko III. Nerra von Anjou die Burgen von Écouen und Marly übertragen, die ehemals den Grafen von Vendôme gehörten.
Bouchard I. hatte mindestens drei Söhne: Bouchard II., Gelduin und Aubry.
Siehe auch Stammliste der Montmorency

## Anmerkung
In der älteren Literatur wird Bouchard le Barbu häufig mit der Ordnungszahl „II.“ genannt, da ihm dabei ein Bouchard de Bray als Vater zugeschrieben wird, wofür allerdings keine Belege vorliegen. Entsprechend verschieben sich die Ordnungszahlen der Boucharde von Montmorency dabei um den Wert eins.

## Einzelnachweis
1. ↑  C. Métais: Cartulaire de l’abbaye cardinale de la Trinité de Vendôme 1 (1893), Nr. 5, S. 13